# Juliana Berners
Pour les articles homonymes, voir Berners.
Juliana Berners (ou Barnes ou encore Bernes) (née au XVe siècle), est une religieuse anglaise ayant écrit des ouvrages traitant d'héraldique, de fauconnerie et de chasse. Elle est aussi censée avoir été prieure du couvent de Sopwell près de St Albans. Son livre sur la pêche fut le premier livre connu du genre écrit par une femme.

## Biographie et œuvre
Elle fut probablement élevée à la cour et, quand elle intégra la vie religieuse, elle conserva son amour de la fauconnerie, de la chasse, de la pêche mais aussi sa passion pour les sports de terrain. La seule preuve documentaire la concernant est une assertion à la fin de son traité de chasse dans le Boke of St. Albans.
Elle est appelée « Dame Julyans Bernes » par Wynkyn de Worde. Il n'y a aucune personne de ce nom dans l'arbre généalogique de la famille Berners, mais les registres du prieuré de Sopwell sont lacunaires entre 1430 et 1480.
On lui attribue l'ouvrage généralement connu comme le Boke of St. Albans . La première édition - et la plus rare - a été imprimée en 1486 par un maître d'école inconnu à St. Albans. Il n'a pas de couverture. Le seul indice sur l'identité de l'auteur du traité est une phrase à la fin du livre original de 1486 sur lequel on peut lire : « Explicit Dam Julyans Barnes in her boke of huntyng ». L'édition de Worde (postérieure à 1496), aussi sans couverture, commence ainsi : "This present boke shewyth the manere of hawkynge and huntynge: and also of diuysynge of Cote armours. It shewyth also a good matere belongynge to horses: wyth other comendable treatyses. And ferdermore of the blasynge of armys: as hereafter it maye appere.". Cette édition était ornée de 3 estampes, et incluait un Treatyse of fysshynge wyth an Angle non contenu dans l'édition de St. Albans.
J. Haslewood, qui a publié une copie de celui de Wynkyn de Worde (Londres, 1811, folio), avec une notice biographique et bibliographique, a examiné avec le plus grand soin les demandes de l'auteur d'apparaître comme était la première auteur féminine en langue anglaise. Il lui attribua un peu moins dans le livre, excepté les parties sur la chasse et la fauconnerie. Il est expressément mentionné à la fin du Blasynge of Armys que cette section fut « translatyd and compylyt » et qu'il est possible que les autres traités soit des traductions, probablement du français.
Une plus ancienne forme du traité sur la pêche fut édité en 1883 par T. Satchell au départ d'un manuscrit appartenant à A. Denison. Ce traité date probablement de 1450 et situe donc la création de cette section dans le livre de 1496. Seules trois copies parfaites de cette première édition sont connues. Une copie appelée The Book of St. Albans, avec une introduction par William Blades, fut publiée en 1881.
Pendant le XVIe siècle cette œuvre fut très populaire et réimprimée à de nombreuses reprises. Il fut édité par Gervase Markham en 1595 sous le titre The Gentleman's Academic.